# Girls' Generation II ~Girls＆Peace~ Japan 2nd Tour
《Girls' Generation II ~Girls＆Peace~ Japan 2nd Tour》는 Girls' Generation World Tour - Girls & Peace의 일환으로 열린, 대한민국의 음악 그룹 소녀시대의 두 번째 일본 콘서트 투어이다.

## 개요
〈Girls' Generation World Tour - Girls & Peace〉의 일환으로 2013년 2월 9일에 시작되어 4월 21일에 끝난 Girls' Generation II ~Girls＆Peace~ Japan 2nd Tour는 지난해 10월에 14회 투어 14만 관객 동원으로 계획을 세웠으나 반응이 좋아 니가타 토키 멧세 2회, 사이타마 슈퍼 아레나 2회, 오사카 중앙 체육관 2회로 6회 분량의 공연 일정이 추가되었다.

## 투어 일정
| 날짜            | 도시     | 장소                 | 관객 동원      |
| --------------- | -------- | -------------------- | -------------- |
| 2013년 2월 9일  | 신호     | 고베 월드 기념 홀    | 통산 200,000명 |
| 2013년 2월 10일 | 신호     | 고베 월드 기념 홀    | 통산 200,000명 |
| 2013년 2월 16일 | 기옥     | 사이타마 슈퍼 아레나 | 통산 200,000명 |
| 2013년 2월 17일 | 기옥     | 사이타마 슈퍼 아레나 | 통산 200,000명 |
| 2013년 2월 23일 | 신석     | 니가타 토키 멧세     | 통산 200,000명 |
| 2013년 2월 24일 | 신석     | 니가타 토키 멧세     | 통산 200,000명 |
| 2013년 2월 27일 | 복강     | 마린 멧세 후쿠오카   | 통산 200,000명 |
| 2013년 2월 28일 | 복강     | 마린 멧세 후쿠오카   | 통산 200,000명 |
| 2013년 3월 9일  | 광도     | 그린 아레나          | 통산 200,000명 |
| 2013년 3월 10일 | 광도     | 그린 아레나          | 통산 200,000명 |
| 2013년 3월 19일 | 기옥     | 사이타마 슈퍼 아레나 | 통산 200,000명 |
| 2013년 3월 20일 | 기옥     | 사이타마 슈퍼 아레나 | 통산 200,000명 |
| 2013년 3월 26일 | 대판     | 오사카 성 홀         | 통산 200,000명 |
| 2013년 3월 27일 | 대판     | 오사카 성 홀         | 통산 200,000명 |
| 2013년 4월 4일  | 기옥     | 사이타마 슈퍼 아레나 | 통산 200,000명 |
| 2013년 4월 5일  | 기옥     | 사이타마 슈퍼 아레나 | 통산 200,000명 |
| 2013년 4월 9일  | 나고야시 | 니혼 가이시 홀       | 통산 200,000명 |
| 2013년 4월 10일 | 나고야시 | 니혼 가이시 홀       | 통산 200,000명 |
| 2013년 4월 20일 | 대판     | 오사카 중앙 체육관   | 통산 200,000명 |
| 2013년 4월 21일 | 대판     | 오사카 중앙 체육관   | 통산 200,000명 |

## 세트 리스트
- Opening VCR -
- Flower Power (JP)
- Animal (JP)
- Boomerang (JP)

- VCR #2 -
- The Boys (JP)
- I Got A Boy (KR)

- Ment -
- Say Yes (KR)
- Dancing Queen (KR)

- VCR #3 -
- MR.TAXI (JP)
- T.O.P (JP)
- Bad Girl (JP)

- VCR #4 -
- PAPARAZZI (JP)
- Run Devil Run (JP)
- Reflection (JP)

- VCR #5 -
- Time Machine (JP)
- All My Love Is For You (JP)

- VCR #6 -
- I'm a Diamond (JP)
- Express 999 (KR)
- Genie (JP)
- The Great Escape_Brian Lee Remix (JP)
- Can't Take My Eyes Off You[3](EN)

- VCR #7 -
- My J (KR)
- Kissing You_Rearranged (KR)
- 힘 내! (Way To Go) (KR)
- Gee (JP)

- Ment -
- Not Alone (JP)

- Encore -
- Beep Beep (JP)
- Oh! (JP)

- Ment -
- Stay Girls (JP)
- Girls & Peace (JP)

- Double Encore (4월 21일 한정) -
- Gee (JP)

## 제작
- 주최 : SM 엔터테인먼트 재팬, ON THE LINE
- 후원 : 유니버설 뮤직 재팬